# 狸の休日
『狸の休日』（たぬきのきゅうじつ）は、1966年10月22日に東宝系で公開された日本映画。カラー。東宝スコープ。

## 概要
詐欺師・松本敬二は相棒・南田マチ子と共に老刑事を騙そうとしたが、別の刑事に追われて失敗、翌日も刑事に見つかった二人は、観光バスを乗っ取って東北へ、そこで大造・タケ子という詐欺師コンビと知り合うが……。
『狸シリーズ』第4作にして最終作、そして山本嘉次郎の最後の映画監督作品である。本作ではそれまでの小林桂樹に代わって、高島忠夫が主演している。

## スタッフ
- 製作：菅英久
- 脚本：米谷純一、山本嘉次郎
- 監督：山本嘉次郎
- 撮影：飯村正
- 音楽：広瀬健次郎
- 美術：村木与四郎
- 照明：西川鶴三
- 録音：刀根紀雄
- スチル：田中一清
- 編集：大井英史

## 出演者
- 松本敬二：高島忠夫
- 南田マチ子：草笛光子
- 北野大造：有島一郎
- 中西タケ子：高橋紀子
- 柳一平：伴淳三郎
- 渡辺刑事：谷幹一
- パトロールの巡査：平凡太郎
- 歯科の先生：玉川良一
- バスガイド：那須ますみ
- 中川：藤木悠
- 温泉マークの女中：宮田芳子
- 「白雲閣」の夜番：沢村いき雄
- 「白雲閣」の酔払い：加藤春哉
- 競輪場の客：大村千吉 ※出演シーンカット
- 競輪場のアナウンサー：豊浦美子
- 道路工夫：中山豊
- 女工風の女：浦山珠実、近藤征矢
- 警察の係長：堺左千夫
- 巡査：鈴木治夫
- 屋台番の親爺：佐田豊
- 高沢：当銀長太郎
- 旅館の番頭：草川直也
- 小林の幹分：桐野洋雄

## 同時上映
『あこがれ』
- 原作：木下惠介／脚本：山田太一／監督：恩地日出夫／主演：新珠三千代